# 馬卡里夫卡 (卡蘭恰克區)
46°14′10″N 33°31′52″E / 46.23611°N 33.53111°E
馬卡里夫卡（烏克蘭語：Макарівка）是位於烏克蘭南部的村莊，由赫爾松州斯卡多夫斯克區的米爾內市鎮負責管轄。該村面積51.4平方公里，海拔高度10米，2001年人口525，人口密度每平方公里10.2人。